# Юрченко, Пётр Осипович
Пётр Осипович Юрченко (1844/1845—1888) — педагог-историк, переводчик, член Одесского общества истории и древностей.

## Биография
Родился 20 декабря 1844 (1 января 1845) года в Симферополе. В 1854 году остался круглым сиротой и был взят на воспитание дядей, чиновником Терентьевым, который и определил его в местное греческое училище, причём, благодаря хорошему голосу, он пел в хоре архиерейских певчих. Затем учился в уездном училище, смотритель которого взял его к своим детям репетитором, что позволило ему уже не пользоваться помощью дяди. С 1857 года учился в Симферопольской гимназии, которую окончил в 1865 году с серебряной медалью и поступил на историко-филологический факультет новооткрытого Новороссийского университета. Выпускное сочинение писал на тему «О Новороссийском крае под властью турок»; но к сроку его не окончил и позднее представил только одну его часть: «Заметки о состоянии промышленности и торговли в южной половине Новороссийского края во время зависимости его от Порты», за которую в 1869 году был признан кандидатом историко-филологического факультета.
По окончании университета определился учителем в одну из Одесских гимназий. Преподавательская работа в различных учебных заведениях почти не оставляло ему времени для научных занятий, которые бы позволили ему занять профессорскую должность. Он много работал над уроками, ученики его всегда отличались солидными знаниями. Он вносил в свои отношения к учащимся много сердечной теплоты, почему ученики всегда его любили и жалели, когда ему приходилось оставлять их. Особенно такие сердечные отношения установились у него в Одесском юнкерском пехотном училище, где он прослужил до 1886 года, и лишь болезнь заставила его покинуть это училище за два года перед смертью.
С 1875 года он состоял членом-сотрудником, а с 1877 года действительным членом Одесского общества истории и древностей.
В 1881 году он по приглашению начальника Батумской области генерала А. В. Комарова совершил вместе с ним поездку по долинам рек Чорох-су и Мургули-су (в газете «Кавказ» в сентябре и октябре 1881 года Юрченко были напечатаны заметки о путешествии, имевшие этнографический и частью археологический характер). По-видимому, здесь он и заболел одним из видов проказы; она обезобразила его внешность, доставив ему сильные физические и нравственные страдания. Хотя болезнь, по общему признанию врачей, была и не заразительна, многие брезгливо и с опаской относились к нему. Добывать средства к жизни стало труднее, много пришлось работать его жене и дочери. Всё это привело к тому, что 9 (21) января 1888 года он покончил жизнь самоубийством.